# دونا جيلمور
دونا جيلمور (من مواليد 1929م) هي عداءة كندية. شاركت في سباق 200 متر للسيدات في الألعاب الأولمبية الصيفية لعام 1948م. 

## روابط خارجية
- دونا جيلمور على موقع أوليمبيديا (الإنجليزية)